# Neodasygnathus corynophylloides
Neodasygnathus corynophylloides är en skalbaggsart som beskrevs av Phillip B. Carne 1957. Neodasygnathus corynophylloides ingår i släktet Neodasygnathus och familjen Dynastidae. Inga underarter finns listade i Catalogue of Life.